# Tresor (pel·lícula)
Tresor (títol original en francès, Trésor) és una pel·lícula francesa del 2009 dirigida per Claude Berri. Donat al seu estat de salut, Berri va ser assistit per François Dupeyron, que completaria el rodatge després de la mort del cineasta. S'ha doblat i subtitulat al català.

## Repartiment
- Mathilde Seigner: Nathalie
- Alain Chabat: Jean-Pierre
- Fanny Ardant: Françoise Lagnier
- Hélène Vincent: mare de la Nathalie
- Isabelle Nanty: Brigitte
- Stéphane Freiss: Fabrice
- Bruno Putzulu: Bruno
- Marine Delterme: Floriane